# Verín
Verín és un municipi de la província d'Ourense a Galícia. Pertany a la Comarca de Verín. Limita al nord amb Castrelo do Val, a l'est amb Vilardevós, al sud amb Portugal, a l'oest amb Oímbra i al nord-oest amb Monterrei. És coneguda per les seves aigües minerals patrocinadores de la selecció espanyola de futbol: Fontenova, Cabreiroá, Sousas, també pel castell de Monterrei, i pel seu parador nacional.

## Geografia
Limita pel nord amb el municipi de Castrelo do Val, a l'est amb el municipi de Villardevós, al sud amb Portugal, a l'oest amb el municipi d'Oimbra i Monterrei al nord-oest amb el municipi de Monterrei.
Aquest municipi està situat al quadrant sud-oriental de la província, limitant amb Portugal. Té una superfície de 93,9 km². El poble, localitzat al cor de la fèrtil comarca del Valle de Monterrei, va sorgir al peu d'una important fortalesa medieval i constitueix el nucli urbà principal de tota la província.
Té una xarxa hidrogràfica organitzada entorn al riu Tamega, en que aflueixen els rius Abedes, Búdal, Rego Novo y Rego dos Gondulfes. Aquest riu pertany a la conca del Duero. Les superfícies forestals estan formades per arbres de ribera, pins i per matolls. Les condicions climàtiques afavoreixen la qualitat del vi, el qual es caracteritza per la suavitat tèrmica a l'hivern, la calor a l'estiu i escasses precipitacions.

## Història
La ciutat de Verin va sorgir a partir d'una vila romana, els habitants de la qual podrien procedir del Castro de Baronceli, situat en la ubicació que actualment ocupa el castell de Monterrei, construït a la Baixa Edat Mitjana. Durant l'edat mitjana la vila va perdre el seu domini i Monterrei va centralitzar el territori i la vida de la comarca en torns als seus senyors i comtes.
Verin es va convertir durant l'edat mitjana en una població agrícola i tranquil·la, tot i que sovint es va veure en mig de conflictes bèl·lics dels successius governants de Monterrei, així com les disputes a les fronteres entre Espanya i Portugal. L'any 1506, Felip I de Castella va mantenir una trobada amb el cardenal Cisneros a Verín, per demanar la rendició de les tropes de Juan III, rei de Portugal.

## Demografia
| 4.968 | 6.814 | 8.841 | 10.051 | 13.585 | 13.706 | 13.944 | 13.991 | 14.237 | 14.391 | 14.633 | 14.633 | 14.707 | 14.760 | 14.652 | 14.107 |
| Fonts: INE i IGE (Els criteris de registre censal variaren i les dades de l'INE i de l'IGE poden no coincidir.) |       |       |        |        |        |        |        |        |        |        |        |        |        |        |        |

## Festes
També les seves festes són molt conegudes, sobretot l'Entroido (una altra forma de dir-li al carnaval). D'aquest, destaca el seu vestit típic: el cigarrón.

## Parròquies
- Ábedes (Santa María)
- Cabreiroá (San Salvador)
- Feces de Abaixo (Santa María)
- Feces de Cima (Santa María)
- Mandín (Santa María)
- Mourazos (San Martiño)
- Pazos (San Fiz)
- Queirugás (San Bartolomeu)
- Queizás (San Pedro)
- A Rasela (Santa María)
- Tamagos (Santa María)
- Tamaguelos (Santa María)
- Tintores (Santa Cristina)
- Verín (Santa María a Maior)
- Vilamaior do Val (Santiago)

## Verinencs il·lustres
- Xesús Taboada Chivite, arqueòleg i etnògraf (1907-1976)
- Manuel Taboada Cid, filòleg (1946-1993)
- Xosé Carlos Caneiro, escriptor (1963-...)
- Laureano Peláez Canellas, polític.